# Saalschutz (Band)
Saalschutz  war eine Zürcher Elektropop-Band, die ihren Stil selbst als „Rave-Punk“ beschreibt. Sie löste sich im Jahr 2017 auf. Ab 2023 spielte sie ausgewählte Reunion Konzerte. 

## Geschichte

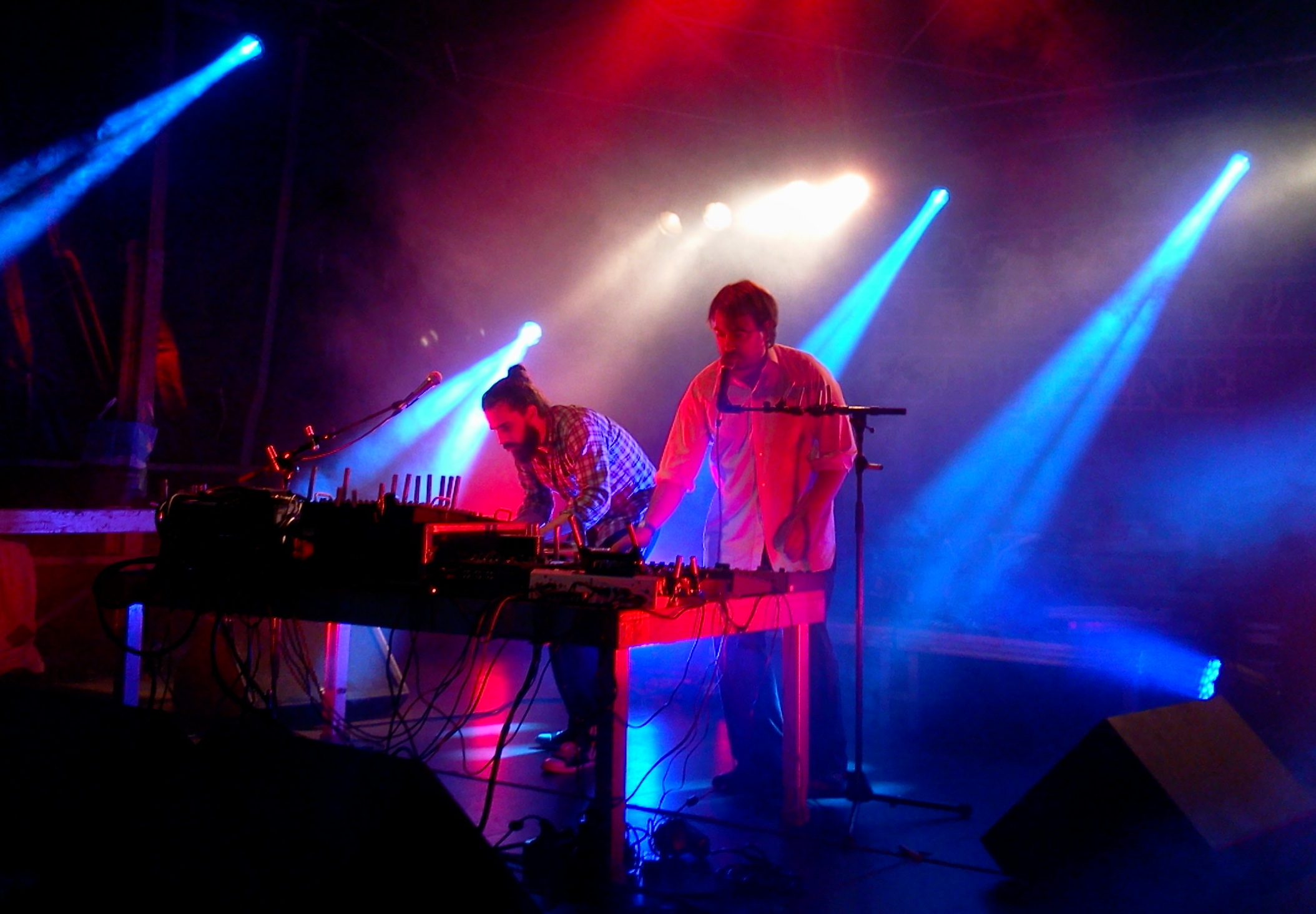
Saalschutz (2013)

Nach einer Split-Maxi mit Knarf Rellöm bei Rewika Records im Jahre 2003 folgte 2004 mit Das ist nicht mein Problem das erste Album bei ZickZack Records. Saalschutz kombiniert elektronische Tanzmusik mit meist deutschsprachigen, seltener englischen, französischen oder schweizerdeutschen, oft dadaistischen Texten und Sprechgesang. Dabei werden Elemente des Synthpop, Electropunk und Electroclash – aber auch etwa des Metal, Garage Rock, Tribal House und Trance – zu einem Stil verwoben, der sich etwa mit Knarf Rellöm, Räuberhöhle und zum Teil auch Egotronic vergleichen lässt. 2003 wurde das Saalschutz-Lied Leerer, inhaltsloserer Ausdruck von John Peel in seiner gleichnamigen Show gespielt. Das Musikmagazin Spex urteilte über die Platte: „Zum Heulen. Zum Lieben. Zum Abgewöhnen. Zum letztlich Dranbleiben.“ 2006 kam ebenfalls bei ZickZack und dem Hamburger Label Audiolith Records das zweite reguläre Album Saalschutz machts möglich heraus. Nach ausgedehnten Tourneen und zahlreichen DJ-Sets folgten im Oktober 2010 das dritte Album Entweder Saalschutz und im März 2013 Saalschutz Nichtsnutz, bei welchem das Bonus-Live-Album Singen Tanzen Ecken Kanten beigelegt ist. Saalschutz Nichtsnutz enthält ein Intro von DJ Bobo sowie ein Feature mit Torsun von Egotronic (Während du feierst stirbt dein Volk). Die Band blieb zwar der elektronischen Musik treu, hatte sich aber auf dem letzten Album hörbar dem Pop geöffnet.
Während ihrer 16 Jahre dauernden Aktivität sind von der Band über 400 Konzerte in verschiedenen europäischen Ländern dokumentiert, hauptsächlich im deutschsprachigen Raum. Darunter Festivals wie die Winterthurer Musikfestwochen, Pop up in Leipzig, Bad Bonn Kilbi, Lethargy Festival Zürich, Melt Festival, Obstwiesenfestival Dornstadt, Reeperbahn Festival, Sputnik Spring Break, SonneMondSterne, Chiemsee Summer uvm. Zu den bespielten Clubs gehören unter anderem Toni Molkerei, Rohstofflager und Dachkantine (im heutigen Toni-Areal), der zum Schauspielhaus gehörige Schiffbau, Hive Club, Zukunft, Stall 6, Helsinki Klub (Zürich), Dachstock Reitschule, ISC (Bern), SO36, Festsaal Kreuzberg, Astra, About Blank, Ritter Butzke (Berlin), Hafenklang, Uebel & Gefährlich, Künstlerhaus Kempten, Golden Pudel Club (Hamburg), Werk 2, Institut für Zukunft, Arena, Fluc (Wien).
Anfang 2017 kündigten Saalschutz ihre Auflösung an. Die Konzerte der kurzen Abschiedstournee durch Deutschland waren mehrheitlich ausverkauft. Danach löste sich die Band auf. Ein TAZ-Artikel zum Abschied würdigte den Innovationsgeist und das Schaffen der Band.
Das Duo verzichtet weitgehend auf explizite politische Meinungsäusserungen in den Songtexten, beteiligt sich aber an Initiativen wie I Can’t Relax in Deutschland und Rage against Abschiebung.
Am 16. September 2023 gaben Saalschutz ein Reunion-Konzert im Berliner Club About_Blank, an der "Nachtigala - 15 Jahre Nachtigall Open Air" der Band Frittenbude, zusammen mit dieser und der Rapperin Finna. 2024 am es in der Folge zu weiteren ausgewählten Konzerten in der Zürcher Photobastei (im Rahmen der Ausstellung "The Pulse of Techno") am Lethargy Festival in der Roten Fabrik sowie Open Air zum 20-jährigen Jubiläum des Helsinki Klubs vor der Lokalität. Die Auftritte waren ausverkauft und fanden ausschliesslich auf vorher noch nie bespielten Bühnen statt. Im März 2025 folgte ein ebenfalls ausverkauftes Konzert im Zürcher Zukunft Club, anlässlich des Closing-Monats der Location.  

## Diskografie

### Alben
- 2004: Das ist nicht mein Problem (Zickzack und Desert Engine)
- 2006: Saalschutz macht's möglich (Zickzack und Audiolith)
- 2010: Entweder Saalschutz (Audiolith)
- 2013: Saalschutz Nichtsnutz [inkl. Live-Album Singen Tanzen Ecken Kanten] (Audiolith)

### Singles
- 2010: Ravepunk für eine bessere Welt (Audiolith)
- 2010: Headliner der Herzen (Audiolith)
- 2013: Und Alle So Yeah (Audiolith)

### Splits
- 2003: Knarf Rellöm & DJ Patex / Saalschutz: Little Big City / Technopunk (12"-Split-EP, Rewika Records)
- 2005: Saalschutz / The Dance Inc.: Never Mind The Remix (12"-EP, Audiolith)
- 2005: Egotronic / Saalschutz: Luxus (7"-Split-Single, Audiolith)
- 2006: Saalschutz / Räuberhöhle: Saalschutz loves Räuberhöhle (Split-CD, Megapeng und Holzpop)